# 乾元山
乾元山位于四川省江油市西的含增镇境内，为川西北道教的主要发祥地，四川省级风景名胜区。山上有金光洞、银光洞两个幽深洞穴。相传太乙真人在金光洞修炼得道。金光洞内保存有宋元时期的道教石刻30余尊，现为中华人民共和国国家三级文物保护单位。另外山上还有哪吒肉身坟，以及于悬崖峭壁间的悬空木栈道。